# Adolf Zábranský
Adolf Zábranský (29. listopadu 1909 Rybí – 9. srpna 1981 Praha) byl český malíř, grafik a ilustrátor, představitel českého socialistického realismu.

## Životopis
Studoval na Uměleckoprůmyslové škole v Praze (1929–1932) u profesora Františka Kysely a na Akademii výtvarných umění v Praze (1932–1935) u Willi Nowaka. Stal se členem SVU Mánes a Svazu československých výtvarných umělců. Byl autorem monumentálních děl z období socialistického realismu v 50. letech, především sgrafit Hrzánského paláce v Praze na Hradčanech s tématem „Se Sovětským svazem na věčné časy” a Ledeburských zahrad s tématem „Na paměť osvobození”. Kromě toho se stal čelným tvůrcem politických plakátů, věnovaných revolučním událostem, revolučním jubileím, svátkům, spartakiádě, apod. Část z jeho výzdoby budov byla v 90. letech odstraněna.
Zábranský patřil po srpnové okupaci 1968 k předním normalizátorům. V letech 1970–1972 byl předsedou výtvarné rady ministra kultury a členem přípravného výboru normalizačního SČVU, od roku 1977 členem UV SČVU. Již roku 1971 obdržel titul Národní umělec a až do své smrti (1981) patřil k protežovaným výtvarníkům. Jeho monumentální cyklus Revoluční tradice našeho lidu, jímž se více méně otevřeně hlásí ke své původní přísné estetice padesátých let, představuje onen oficiální obraz dějinné teleologie, jež od husitství přes selské bouře a prvorepublikové dělnické stávky nalézá své nutné vyústění ve vítězství pracujícího lidu pod vedením Komunistické strany Československa v „Únoru 1948“ (jak se jmenuje poslední díl této revoluční epopeje). Dominantním principem tu je naprostá jasnost politického sdělení - od gest postav, transparentů až k rudým praporům a rudé dělnické krvi. Zábranský zamýšlel celý cyklus pro nově budovaný Palác kultury a když se ukázalo, že při výtvarné výzdobě se s „revolučními tradicemi” nepočítá, předělal celý cyklus uhlem a pastelem na kartony jako předlohu ke tkaným tapiseriím. Přestože Revoluční tradice mohly jen těžko dostát lépe „leninskému principu stranickosti a lidovosti“, do pražského Paláce kultury se moc nehodily. Zábranský pojímá umění jako oddanou službu Straně i v době, kdy taková úzká, „dogmatická“ definice přestává být udržitelná. Po dokončení tohoto sedmidílného cyklu (Doba husitská, Selské bouře, Rok 1848, Stávkové boje, Slovenské národní povstání, 9. květen, Únor 1948) se domníval, že „by bylo naléhavě třeba do něj doplnit vyjádření roku 1968 a pak i dalších událostí ze 70. let a zejména z konsolidačního procesu v naší společnosti”, ale tento záměr se mu již do roku 1981 nepodařilo naplnit.
Přinejmenším stejně velký význam v Zábranského tvorbě má knižní ilustrace knih pro děti. Ilustroval například Hanýžku a Martínka J. Š. Baara, Je nám dobře na světě Františka Hrubína, Když se čerti rojili J. Š. Kubína, nebo Ze starých letopisů Ivana Olbrachta. Podle Konečného se v ilustracích i sgrafitech Adolfa Zábranského objevuje „lidový, demokratický a slovanský ideál krásy”, který má původ v mužné ztepilosti valašských jinochů a jiskrné líbeznosti valašských dívek, jak je odmala vídal při tancích a lidových zvycích i při práci v lesích a na polích.

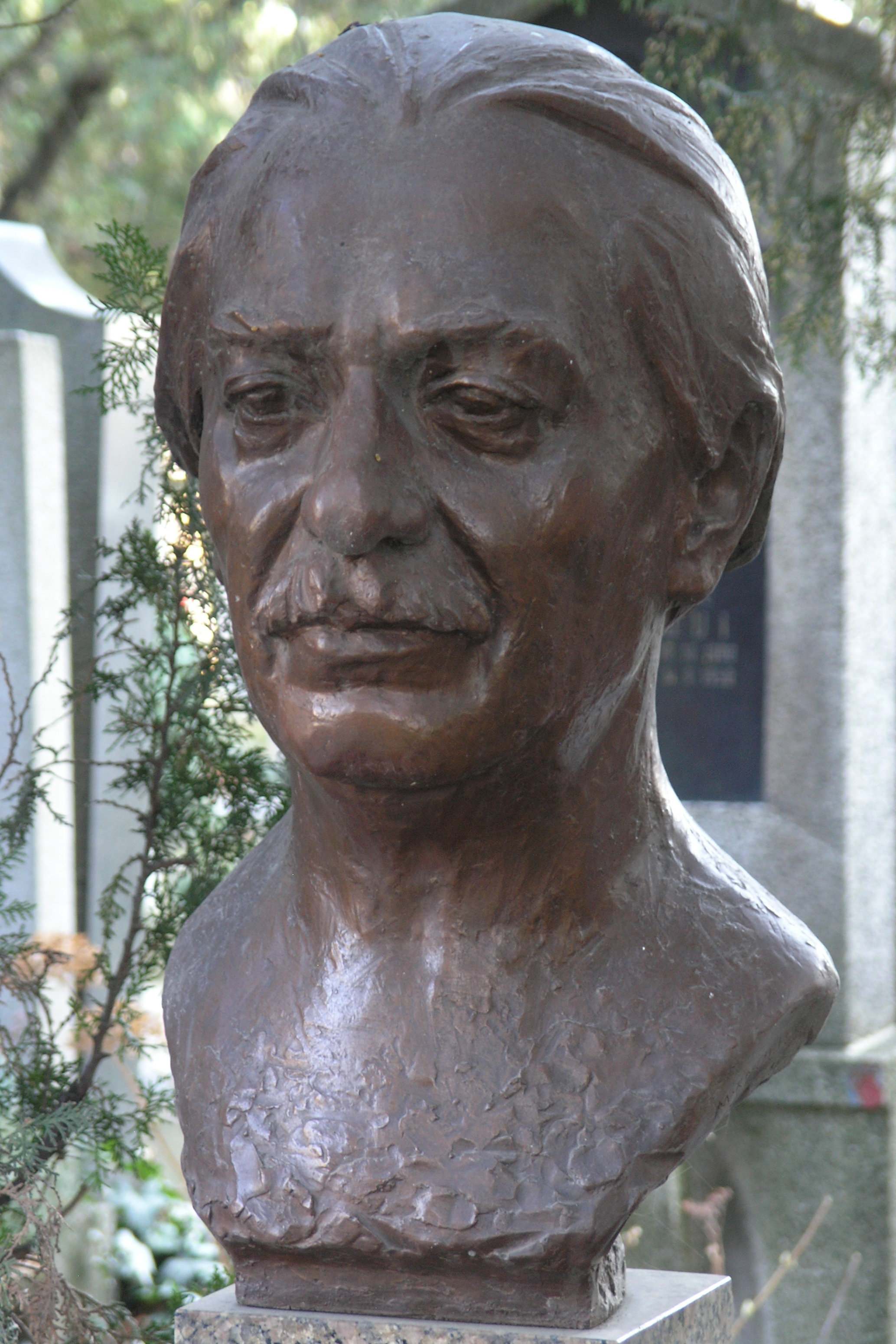
Busta Adolfa Zábranského na Vyšehradském hřbitově

V Československu mu byl udělen titul národní umělec, za ilustrace získal v roce 1972 čestný diplom ceny Hanse Christiana Andersena. Zastávání funkcí či udělení cen, řádů nebo titulů nebylo zřejmě pro tohoto mistra jen vnější záležitostí či okrajovým incidentem doprovázejícím jeho ryze uměleckou činnost, ale její integrální, konstitutivní součástí. Zábranský v Revolučních tradicích zcela vážně zamýšlel vytvořit dílo, jež se stane monumentem jeho uměleckého génia. Naprosto žádná otázka po upřímnosti se tu nepřipouští. Povoláním umělce je služba Straně a jedině v této službě může umělec prokázat své mistrovství. Materiální i symbolický profit ve formě titulů a řádů mu byl svědectvím o kvalitě vlastní práce. Strana ho odměňovala, protože její úkoly plnil dobře, a plnit její úkoly dobře znamená být dobrým umělcem.